# Push the Limits
«Push the Limits» — песня, написанная в 2000 году проектом Enigma. Сингл стал вторым и последним релизом с альбома The Screen Behind the Mirror.
Это первый сингл Enigma, вышедший в мультимедийном формате, и содержащий как музыку, так и видео. Видеоклип на диске можно смотреть с помощью компьютера. Это также первый диск Enigma, который не был выпущен в Австралии. Ремиксами на этом сингле занимался ATB (Andre Tanneberger), популярный DJ, автор хорошо известных хитов «9PM (Til I come)» и «Don’t Stop». Ему принадлежит сам ремикс и его радиоверсия. Сингл не содержит оригинальных ремиксов, выпущенных Enigma. Вместо этого диск включает альбомную версию и радиоверсию сингла.

## Список композиций

### 12"
- Push the Limits [ATB remix] (8:30)
- Push the Limits [album version] (6:25)

### CD (2 трека)
- Push the Limits [radio edit] (3:54)
- Push the Limits [ATB radio remix] (3:35)

### CD (3 трека)
- Push the Limits [radio edit] (3:54)
- Push the Limits [ATB radio remix] (3:35)
- Push the Limits [ATB remix] (8:30)

### CD (4 трека)
- Push the Limits [radio edit] (3:54)
- Push the Limits [ATB remix] (8:30)
- Push the Limits [album version] (6:25)
- Push the Limits [ATB radio remix] (3:35)
- Видеоклип: Push the Limits